# Живе (кантон)
Живе́ (фр. Givet) — кантон во Франции, находится в регионе Шампань — Арденны, департамент Арденны. Входит в состав округа Шарлевиль-Мезьер.
Код INSEE кантона — 0811. Всего в кантон Живе входит 12 коммун, из них главной коммуной является Живе.

## Коммуны кантона
| Коммуна      | Население, чел. (1999) | Почтовый индекс | Код INSEE |
| ------------ | ---------------------- | --------------- | --------- |
| Ан-сюр-Мёз   | 247                    | 08600           | 08207     |
| Вирё-Вальран | 1933                   | 08320           | 08487     |
| Вирё-Молен   | 1710                   | 08320           | 08486     |
| Живе         | 6828                   | 08600           | 08190     |
| Йерж         | 202                    | 08320           | 08226     |
| Ландришан    | 141                    | 08600           | 08247     |
| Обрив        | 928                    | 08320           | 08028     |
| Рансен       | 725                    | 08600           | 08353     |
| Фромлен      | 1069                   | 08600           | 08183     |
| Фуаш         | 209                    | 08600           | 08175     |
| Шарнуа       | 79                     | 08600           | 08106     |
| Шоо          | 762                    | 08600           | 08122     |

## Население
Население кантона на 1999 год составляло 15 866 человек.
| 1962   | 1968   | 1975   | 1982   | 1990   | 1999   | 2006 | 2007 | 2008 |
| ------ | ------ | ------ | ------ | ------ | ------ | ---- | ---- | ---- |
| 15 032 | 16 513 | 16 723 | 16 293 | 16 837 | 15 866 | —    | —    | —    |